# Stugeta maria
Stugeta maria är en fjärilsart som beskrevs av Suffert 1904. Stugeta maria ingår i släktet Stugeta och familjen juvelvingar. Inga underarter finns listade i Catalogue of Life.